# Kacper II: Początek straszenia
Kacper II: Początek straszenia lub Casper – narodziny duszka (ang. Casper: A Spirited Beginning) – amerykańska komedia familijna z 1997 roku w reżyserii Seana McNamary. Prequel filmu Kacper z 1995 roku przedstawiający szkolenie Kacpra na złośliwego i niegrzecznego ducha.

## Fabuła
Sympatyczny duszek Kacper przypadkiem trafia do nawiedzonego domu w miasteczku Deedstown, w którym rządzą Skrętek, Smrodzik i Grubcio. Tymczasem biznesmen Tim Carson (Steve Guttenberg) próbuje pozbyć się kłopotliwych lokatorów z nawiedzonego budynku, ponieważ chce przerobić go na centrum handlowe. Kacper zaprzyjaźnia się z 10-letnim synem biznesmena, Chrisem (Brendon Ryan Barrett). Razem chcą uratować nawiedzony dom przed inwestorami.

## Obsada
Źródło: Filmweb
- Michael McKean – Bill Case
- Rodney Dangerfield – Burmistrz Johnny Hunt
- Steven Hartman – Brock Lee
- Richard Moll – Principal Rabie
- Brendon Ryan Barrett – Chris Carson
- Steve Guttenberg – Tim Carson
- Lori Loughlin – Sheila Fistergraff
- Shannon Chandler – Jennifer